# Il mio amico vende il tè
Il mio amico vende il tè è un singolo del cantante abruzzese Luca Dirisio. È il secondo estratto dall'album omonimo, pubblicato nel 2004.

## Descrizione
In questa canzone Dirisio mette in risalto la società, fondendo una buona musicalità con l'accompagnamento di chitarre elettriche.

## Il video
Il video musicale prodotto per Il mio amico vende il tè è stato prodotto dalla Run Multimedia e diretto dal regista Gaetano Morbioli.

## Tracce
1. Il mio amico vende il tè – 3:34